# رینگوود
latitudeرینگوودlongitudeرینگوود
رینگوود (به انگلیسی: Ringwood) یک منطقهٔ مسکونی در انگلستان است که در جنوب شرقی انگلستان واقع شده‌است.

## خصوصیات
رینگوود ۱۳٬۹۴۳ نفر جمعیت دارد.